# Siergiej Łapin
Siergiej Gieorgijewicz Łapin (ros. Серге́й Гео́ргиевич Ла́пин, ur. 2 lipca?/15 lipca 1912 w Petersburgu, zm. 4 października 1990 w Moskwie) – radziecki polityk, działacz partyjny, dyplomata, Bohater Pracy Socjalistycznej (1982).

## Życiorys
W latach 1930–1932 studiował w Leningradzkim Instytucie Historyczno-Lingwistycznym, potem pracował w redakcjach gazet Leningradu i obwodu leningradzkiego, od 1939 członek WKP(b), 1940–1942 studiował w Wyższej Szkole Partyjnej przy KC WKP(b). Był kolejno instruktorem i kierownikiem Sektora Gazet Obwodowych, Krajowych i Republikańskich Wydziału Prasy Zarządu Propagandy i Agitacji KC WKP(b), w latach 1944–1946 główny redaktor audycji politycznych Wszechzwiązkowego Komitetu ds. Radiofonizacji i Radiofonii przy Radzie Komisarzy Ludowych/Radzie Ministrów ZSRR, 1949–1953 zastępca przewodniczącego Komitetu ds. Audycji Radiowych przy Radzie Ministrów ZSRR. W 1953 pracownik Aparatu Najwyższego Komisarza ZSRR w Niemczech, w latach 1953–1955 radca Ambasady ZSRR w NRD, 1955–1956 kierownik Wydziału III Europejskiego Ministerstwa Spraw Zagranicznych ZSRR, od 19 października 1956 do 16 czerwca 1960 ambasador nadzwyczajny i pełnomocny ZSRR w Austrii. Od czerwca 1960 I zastępca przewodniczącego Państwowego Komitetu Rady Ministrów ZSRR ds. Kontaktów Kulturalnych z Zagranicą, od 5 września 1960 do 20 stycznia 1962 minister spraw zagranicznych RFSRR, od 1962 do 6 kwietnia 1965 zastępca ministra spraw zagranicznych ZSRR, od 13 kwietnia 1965 do 12 kwietnia 1967 ambasador ZSRR w Chinach. Od 8 kwietnia 1966 do 25 lutego 1986 członek KC KPZR, od 12 kwietnia 1967 do 12 lipca 1970 generalny dyrektor Agencji Telegraficznej Związku Sowieckiego (TASS) przy Radzie Ministrów ZSRR, od 24 kwietnia do 12 lipca 1970 przewodniczący Komitetu ds. Audycji Radiowych i Telewizyjnych przy Radzie Ministrów ZSRR, od 12 lipca 1970 do 16 grudnia 1985 przewodniczący Państwowego Komitetu Rady Ministrów ZSRR/Państwowego Komitetu ZSRR ds. Telewizji i Audycji Radiowych, następnie na emeryturze. Deputowany do Rady Najwyższej ZSRR od 8 do 11 kadencji (1970–1989).
Pochowany na Cmentarzu Kuncewskim.

## Odznaczenia
- Medal Sierp i Młot Bohatera Pracy Socjalistycznej (14 lipca 1982)
- Order Lenina (czterokrotnie – 31 grudnia 1966, 9 września 1971, 29 maja 1974 i 14 lipca 1982)
- Order Czerwonego Sztandaru Pracy (14 lipca 1962)
- Order Przyjaźni Narodów (14 listopada 1980)

I medale.